# Loren Cunningham
Pour les articles homonymes, voir Cunningham.
Loren Cunningham, né le 30 juin 1935 à Taft en Californie et mort le 6 octobre 2023, était un évangéliste pentecôtiste américain, fondateur de l'organisation missionnaire Jeunesse en Mission (JEM).

## Biographie
En 1956, alors étudiant de vingt ans dans un institut de théologie des Assemblées de Dieu aux États-Unis, Loren Cunnigham se rend aux Bahamas. Pendant son voyage, il a une vision sur une organisation qui partagerait le message chrétien sur tous les continents.

### Ministère
En 1960, il fonde l'organisation missionnaire Jeunesse en Mission (JEM) aux États-Unis avec son épouse Darlene.
En 1978, il a cofondé l'Université des Nations à Hawaï avec Howard Malmstadt . Il a été président de l'université jusqu'en 2010.

## Publications
- Is That Really You God? (1984) (Est-ce bien toi Seigneur?)
- Making Jesus Lord (1989) (Tout à gagner)
- Daring to Live on the Edge(1992) (Oser vivre sur la corde raide)
- Why not Women? (2000)